# Farès Belhassen
Pour les articles homonymes, voir Belhassen.
Farès Belhassen, né le 28 avril 1982, est un acteur franco-tunisien. Il est notamment connu pour avoir joué le rôle de Tarek dans la série télévisée Casting.

## Biographie
Indépendamment de sa carrière d'acteur, Farès Belhassen est chirurgien plasticien. Son père, Slim Belhassen, est chirurgien cancérologue ; son frère est l'acteur Néjib Belhassen.
En décembre 2011, il fait la couverture du magazine people Tunivisions.

## Filmographie

### Cinéma
- 2011 : Histoires tunisiennes de Nada Mezni Hafaiedh
- 2011 : Fausse note de Majdi Smiri : Mahdi
- 2012 : Ce que le jour doit à la nuit d'Alexandre Arcady
- 2012 : Bab El Falla de Moslah Kraïem
- 2012 : Seulement dimanche (court métrage) de Hsan Abdelghani

### Télévision
- 2010 : Casting : Tarek

## Théâtre
- 2011 : Blanche-Neige sur les dunes de Nefta de Hédia Ben Jemâa Bhiri (comédie musicale) : Le Prince
- Électre, mise en scène de Hichem Rostom